# Ellingsen (Möhnesee)
Ellingsen – dzielnica (Ortsteil) wiejskiej gminy Möhnesee w powiecie Soest, w kraju związkowym Nadrenia Północna-Westfalia, w rejencji Arnsberg.

## Demografia
Według spisu ludności z grudnia 2024 roku, w Ellingsen mieszkało 89 mieszkańców, co stanowi 0,73% wszystkich mieszkańców Möhnesee. 44 mieszkańców to mężczyźni, a 45 to kobiety. Dla 87 mieszkańców Ellingsen jest głównym miejscem zamieszkania, a dla dwojga drugim miejscem zamieszkania.

## Geografia

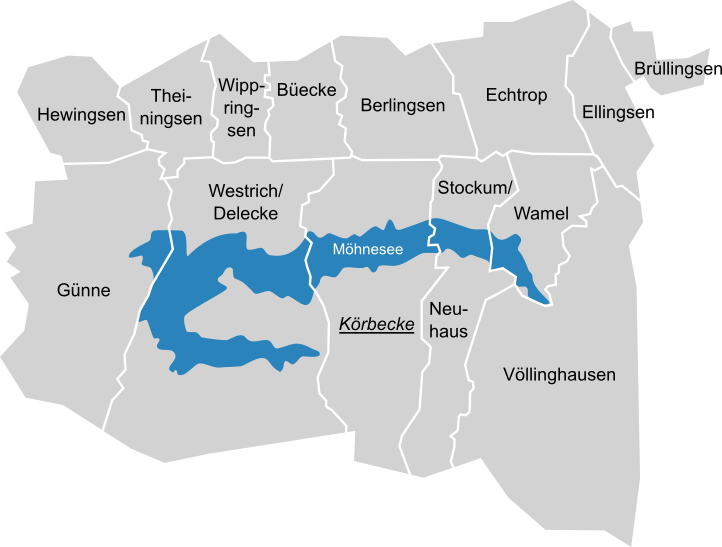
Podział administracyjny Möhnesee

Ellingsen leży w północno-wschodniej części gminy Möhnesee i graniczy z czterema innymi dzielnicami: Brüllingsen, Völlinghausen, Wamel i Echtrop.

## Historia
Najstarsze wzmianki o Ellingsen pochodzą z 1229 roku. Wtedy miejsce to nazywało się Ethelinchusen.
Według § 1 "Name, Bezeichnung, Gebiet" zawartego w "Hauptsatzung der Gemeinde Möhnesee, Kreis Soest" (Główne statuty gminy Möhnesee, powiat Soest) Ellingsen jest, wraz z czternastoma innymi dzielnicami, od 1 lipca 1969 roku częścią gminy Möhnesee.

## Polityka
Od 1 listopada 2020 roku panią burmistrz (niem. Ortsvorsteher) Ellingsen jest Astrid Oppermann, która jest członkiem partii CDU/CSU.